# راب تاینر
راب تاینر (انگلیسی: Rob Tyner؛ ۱۲ دسامبر ۱۹۴۴ – ۱۷ سپتامبر ۱۹۹۱) یک موسیقی‌دان اهل ایالات متحده آمریکا بود.